# Apanteles tobiasi
Apanteles tobiasi är en stekelart som beskrevs av Balevski 1980. Apanteles tobiasi ingår i släktet Apanteles och familjen bracksteklar. Inga underarter finns listade i Catalogue of Life.